# Liviu-Dieter Nisipeanu
Liviu-Dieter Nisipeanu (* 1. August 1976 in Brașov) ist ein rumänisch-deutscher Schach-Großmeister. Von April 2014 bis April 2023 spielte er für den Deutschen Schachbund.

## Leben
Nisipeanu ist der Sohn eines rumänischen Vaters und einer deutschen Mutter. Er begann seine Schachkarriere bereits als Jugendlicher zu Anfang der 1990er Jahre. 1996 gewann er ein Großmeisterturnier in Balatonberény. Im gleichen Jahr wurde er erstmals rumänischer Landesmeister und Mitglied der rumänischen Olympiamannschaft. 1997 gewann er ein starkes Turnier in Bukarest, im Jahr darauf gewann er das Zonenturnier in Krynica und qualifizierte sich für die FIDE-Weltmeisterschaft in Las Vegas 1999, bei der er sensationell bis in das Halbfinale gelangte. Er unterlag dem späteren Sieger Alexander Chalifman nach einem 2:2 in den regulären Turnierpartien erst im Schnellschachstechen.
Im Jahre 2002 gewann er erneut die Meisterschaft Rumäniens. 2003 gewann er Turniere in Valle d’Aosta, Santo Domingo (1.–3.), Andorra und das Neckar-Open in Deizisau. 2004 gewann er in Valle d’Aosta und Pune. Sein Schachverein in Rumänien ist der A. C. S. S. Apa Nova Bukarest. Nisipeanu lag nach seinem Wechsel zum Deutschen Schachbund knapp ein Jahr auf dem zweiten Platz der deutschen Rangliste, vorher führte er die rumänische Rangliste an. 2017 gewann er in Apolda erstmals die Deutsche Einzelmeisterschaft. Seine bisher höchste Elo-Zahl betrug 2707 (Oktober 2005).
In seinem Schwarzrepertoire finden sich auf höchster Ebene eher selten gespielte Schacheröffnungen wie die Philidor-Verteidigung; er gilt außerdem als einer der gegenwärtigen Experten der Igelstellungen insbesondere der Englischen Eröffnung.
2019 gewann er wertungsgleich mit Georg Meier das German Masters.
Im April 2023 wechselte er wieder zurück zum rumänischen Schachverband.

## Europameisterschaft 2005 in Warschau
Nisipeanu wurde am 1. Juli 2005 Europameister in Warschau.
Nisipeanu gewann den Europameistertitel mit 10 Punkten aus 13 Runden mit einem halben Punkt Vorsprung vor dem aserbaidschanischen Jungtalent Teymur Rəcəbov. In der letzten Runde besiegte er den gleichauf liegenden Slowenen Alexander Beliavsky, der durch die Niederlage auf Rang 6 zurückfiel. Nisipeanu sicherte sich mit diesem Sieg neben dem Titel eine Prämie von 20.000 Euro.

## Nationalmannschaft
Nisipeanu nahm mit der rumänischen Nationalmannschaft an den Schacholympiaden 1996, 1998, 2002, 2004, 2006 und 2008 teil, bei der Schacholympiade 2014 spielte er erstmals für Deutschland. Für Rumänien spielte er außerdem bei den Mannschaftseuropameisterschaften 1999, 2005 und 2009, für Deutschland bei der Mannschaftseuropameisterschaften 2015, 2017 und 2021.

## Vereine
In Rumänien spielte Nisipeanu für den AS RAT Bukarest, mit dem er 1994 am European Club Cup teilnahm.
In der deutschen Schachbundesliga spielte er in der Saison 1996/97 und von 1998 bis 2000 für den USC Magdeburg, von 2002 bis 2006 für den SC Kreuzberg, von 2006 bis 2016 für die OSG Baden-Baden, mit der er 2007, 2008, 2009, 2010, 2011, 2012, 2013, 2014 und 2015 deutscher Mannschaftsmeister wurde und sechsmal am European Club Cup teilnahm. Dabei erreichte er beim European Club Cup 2008 mit der Mannschaft den zweiten Platz und erzielte 2007 am fünften und 2009 am sechsten Brett jeweils das drittbeste Einzelergebnis. Seit 2016 spielt Nisipeanu für den USV TU Dresden.
In Ungarn spielte er von 2008 bis 2011 für Aquaprofit NTSK und wurde 2009, 2010 und 2011 Meister, in Frankreich spielte er von 2004 bis 2008 und erneut in der Saison 2010/11 für Clichy Echecs, mit denen er 2007 und 2008 Meister wurde und 2006 am European Club Cup teilnahm. Die niederländische Meesterklasse gewann er 2007 mit Share Dimension Groningen, in der österreichischen Bundesliga spielt er seit 2014 für den SK Sparkasse Jenbach, mit dem er 2015, 2018 und 2020 Meister wurde. In der spanischen Mannschaftsmeisterschaft spielte Nisipeanu 2006 und 2013 für CA Solvay Torrelavega, 2015 für Mérida Patrimonio de la Humanidad.